# 스페인 여자 축구 국가대표팀

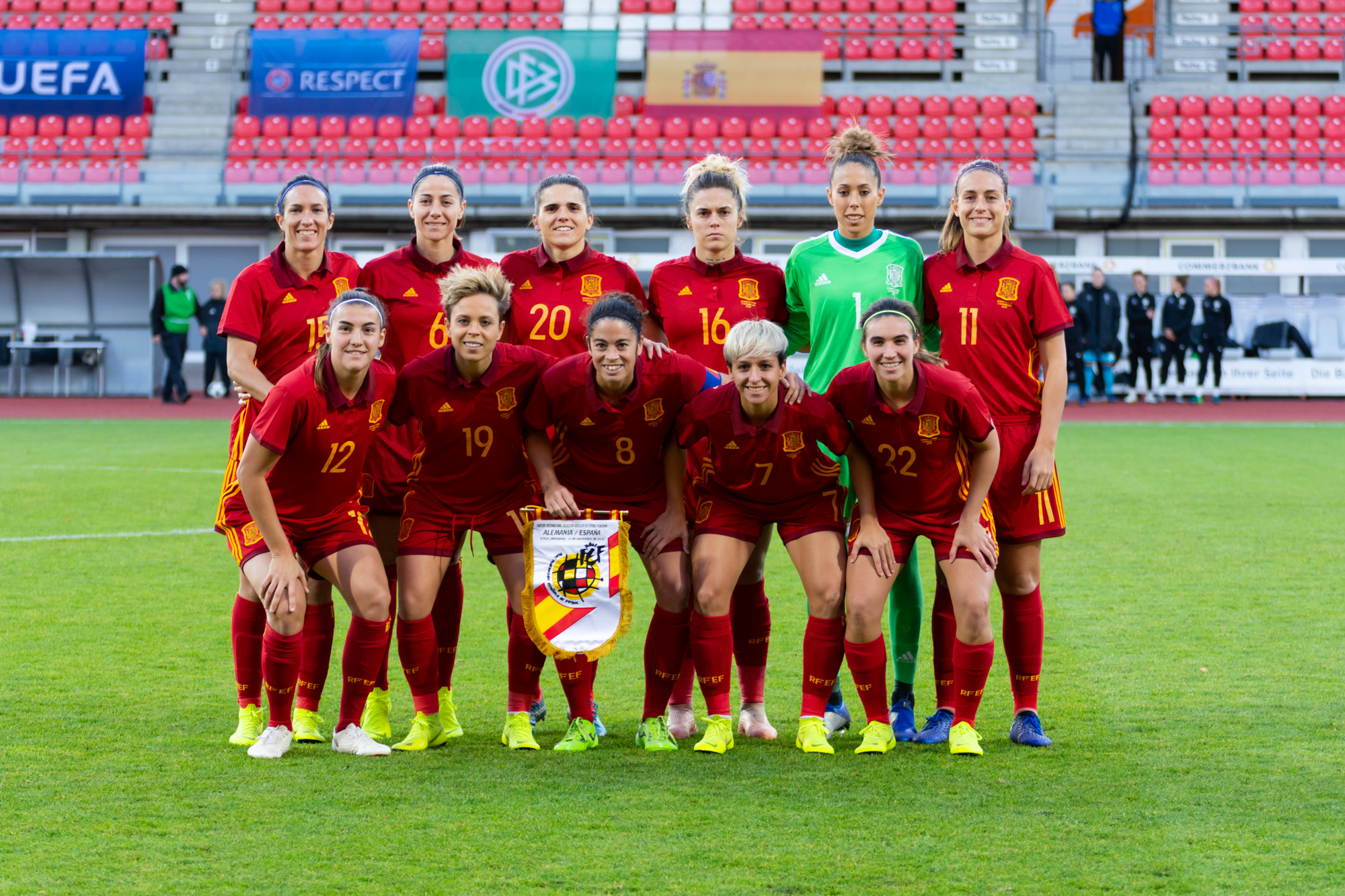
Spain women's national team in 2018

스페인 여자 축구 국가대표팀(스페인어: Selección femenina de fútbol de España)은 스페인을 대표하는 여자 축구 대표팀으로 스페인 왕립 축구 연맹에서 운영하고 있다. 1981년 6월 2일 멕시코와의 국제 경기 데뷔전에서 4-1로 승리를 거두었으며, 유럽 여자 축구의 신흥 강호로 떠오르고 있는 팀이다.

## 국제 대회 경력

### FIFA 여자 월드컵
여자 월드컵 본선에는 2023년 대회를 비롯해 3번 진출했고 이 중 2023년 대회 조별리그 최종전에서 일본에 0-4로 농락당하는 굴욕을 맛보았으나 이를 극복하고 2010년 FIFA 월드컵에서 우승을 차지한 남자 대표팀 이후 13년만의 월드컵 우승이라는 큰 성과를 거둔 것은 물론 독일(독일 남자, 독일 여자)에 이어 남녀 월드컵에서 우승을 차지한 2번째 국가라는 새로운 이정표까지 만들었다.

### UEFA 유럽 여자 축구 선수권 대회
여자 유로 대회 본선에는 2022년 대회를 포함해 모두 4번 진출하여 이 중 처음으로 참가한 1997년 대회에서 4강에 올랐는데 이는 스페인 여자 축구가 역대 여자 유로 대회 본선에서 거둔 최고 성적으로 기록되어 있다.

### 알가르브컵
알가르브컵에는 2번 출전하여 이 중 처음으로 참가한 2017년 대회에서 3승 1무를 기록하면서 공식 국제 경기 출전 36년만에 사상 첫 국제 대회 우승컵을 들어올리는 기염을 토했다.

### 키프로스컵
스페인의 키프로스컵 출전은 현재까지 2018년 대회가 유일하나 이 대회에 처음 출전하자마자 3승 1무의 성적으로 2017년 알가르브컵에 이어 2년 연속 국제 대회 정상에 등극했다.

### UEFA 여자 네이션스리그

#### 2023-24 리그 A
유럽 여자 네이션스리그 초대 대회인 2023-24 시즌 리그 A에 편입되어 6경기 5승 1패·4조 1위로 4강에 오른 후 4강에서 네덜란드, 결승에서 프랑스를 꺾고 UEFA 여자 네이션스리그 초대 챔피언에 등극했다.

## 기타 국제 대회 경력
쉬빌리브스컵에는 2020년 대회에 처음 참가하여 홈팀 미국에 이어 준우승을 차지했고 2022년에 처음으로 열린 아널드 클라크컵에서도 홈팀 잉글랜드에 이어 준우승을 차지했다.

## 성적

### FIFA 여자 월드컵
| FIFA 여자 월드컵 기록 | FIFA 여자 월드컵 기록 | FIFA 여자 월드컵 기록 | FIFA 여자 월드컵 기록 | FIFA 여자 월드컵 기록 | FIFA 여자 월드컵 기록 | FIFA 여자 월드컵 기록 | FIFA 여자 월드컵 기록 | FIFA 여자 월드컵 기록 |                     | 지역 예선 기록      | 지역 예선 기록      | 지역 예선 기록      | 지역 예선 기록      | 지역 예선 기록      | 지역 예선 기록 |
| 년도                  | 단계                  | 순위                  | 전                    | 승                    | 무*                   | 패                    | 득                    | 실                    | 전                  | 승                  | 무                  | 패                  | 득                  | 실                  |                |
| --------------------- | --------------------- | --------------------- | --------------------- | --------------------- | --------------------- | --------------------- | --------------------- | --------------------- | ------------------- | ------------------- | ------------------- | ------------------- | ------------------- | ------------------- | -------------- |
| 1991                  | 지역 예선 탈락        | 지역 예선 탈락        | 지역 예선 탈락        | 지역 예선 탈락        | 지역 예선 탈락        | 지역 예선 탈락        | 지역 예선 탈락        | 지역 예선 탈락        | UEFA 여자 유로 1991 | UEFA 여자 유로 1991 | UEFA 여자 유로 1991 | UEFA 여자 유로 1991 | UEFA 여자 유로 1991 | UEFA 여자 유로 1991 |                |
| 1995                  | 지역 예선 탈락        | 지역 예선 탈락        | 지역 예선 탈락        | 지역 예선 탈락        | 지역 예선 탈락        | 지역 예선 탈락        | 지역 예선 탈락        | 지역 예선 탈락        | UEFA 여자 유로 1995 | UEFA 여자 유로 1995 | UEFA 여자 유로 1995 | UEFA 여자 유로 1995 | UEFA 여자 유로 1995 | UEFA 여자 유로 1995 |                |
| 1999                  | 지역 예선 탈락        | 지역 예선 탈락        | 지역 예선 탈락        | 지역 예선 탈락        | 지역 예선 탈락        | 지역 예선 탈락        | 지역 예선 탈락        | 지역 예선 탈락        | 6                   | 0                   | 2                   | 4                   | 5                   | 10                  |                |
| 2003                  | 지역 예선 탈락        | 지역 예선 탈락        | 지역 예선 탈락        | 지역 예선 탈락        | 지역 예선 탈락        | 지역 예선 탈락        | 지역 예선 탈락        | 지역 예선 탈락        | 6                   | 2                   | 0                   | 4                   | 8                   | 11                  |                |
| 2007                  | 지역 예선 탈락        | 지역 예선 탈락        | 지역 예선 탈락        | 지역 예선 탈락        | 지역 예선 탈락        | 지역 예선 탈락        | 지역 예선 탈락        | 지역 예선 탈락        | 8                   | 4                   | 2                   | 2                   | 19                  | 14                  |                |
| 2011                  | 지역 예선 탈락        | 지역 예선 탈락        | 지역 예선 탈락        | 지역 예선 탈락        | 지역 예선 탈락        | 지역 예선 탈락        | 지역 예선 탈락        | 지역 예선 탈락        | 8                   | 6                   | 1                   | 1                   | 37                  | 4                   |                |
| 2015                  | 조별 리그             | 20위                  | 3                     | 0                     | 1                     | 2                     | 2                     | 4                     | 10                  | 9                   | 1                   | 0                   | 42                  | 2                   |                |
| 2019                  | 16강                  | 12위                  | 4                     | 1                     | 1                     | 2                     | 4                     | 4                     | 8                   | 8                   | 0                   | 0                   | 25                  | 2                   |                |
| 2023                  | 우승                  | 우승                  | 7                     | 6                     | 0                     | 1                     | 23                    | 7                     | 8                   | 8                   | 0                   | 0                   | 53                  | 0                   |                |
| 2027                  | 미정                  | 미정                  | 미정                  | 미정                  | 미정                  | 미정                  | 미정                  | 미정                  | 미정                | 미정                | 미정                | 미정                | 미정                | 미정                |                |
| Total                 | Total                 | 3/10                  | 14                    | 7                     | 2                     | 5                     | 29                    | 15                    | 55                  | 38                  | 6                   | 11                  | 189                 | 43                  |                |

### 올림픽 축구
- 1996년 ~ 2020년: 진출 실패
- 2024년: 4위

### UEFA 유럽 여자 축구 선수권 대회
| UEFA 여자 유로 기록 | UEFA 여자 유로 기록 | UEFA 여자 유로 기록 | UEFA 여자 유로 기록 | UEFA 여자 유로 기록 | UEFA 여자 유로 기록 | UEFA 여자 유로 기록 | UEFA 여자 유로 기록 | UEFA 여자 유로 기록 |             | 지역 예선 기록 | 지역 예선 기록 | 지역 예선 기록 | 지역 예선 기록 | 지역 예선 기록 | 지역 예선 기록 |
| 년도                | 단계                | 순위                | 전                  | 승                  | 무*                 | 패                  | 득                  | 실                  | 전          | 승             | 무*            | 패             | 득             | 실             |                |
| ------------------- | ------------------- | ------------------- | ------------------- | ------------------- | ------------------- | ------------------- | ------------------- | ------------------- | ----------- | -------------- | -------------- | -------------- | -------------- | -------------- | -------------- |
| 1984                | 불참                | 불참                | 불참                | 불참                | 불참                | 불참                | 불참                | 불참                | 참가 거부됨 | 참가 거부됨    | 참가 거부됨    | 참가 거부됨    | 참가 거부됨    | 참가 거부됨    |                |
| 1987                | 지역 예선 탈락      | 지역 예선 탈락      | 지역 예선 탈락      | 지역 예선 탈락      | 지역 예선 탈락      | 지역 예선 탈락      | 지역 예선 탈락      | 지역 예선 탈락      | 6           | 1              | 1              | 4              | 7              | 9              |                |
| 1989                | 지역 예선 탈락      | 지역 예선 탈락      | 지역 예선 탈락      | 지역 예선 탈락      | 지역 예선 탈락      | 지역 예선 탈락      | 지역 예선 탈락      | 지역 예선 탈락      | 8           | 2              | 2              | 4              | 4              | 8              |                |
| 1991                | 지역 예선 탈락      | 지역 예선 탈락      | 지역 예선 탈락      | 지역 예선 탈락      | 지역 예선 탈락      | 지역 예선 탈락      | 지역 예선 탈락      | 지역 예선 탈락      | 6           | 0              | 2              | 4              | 3              | 13             |                |
| 1993                | 지역 예선 탈락      | 지역 예선 탈락      | 지역 예선 탈락      | 지역 예선 탈락      | 지역 예선 탈락      | 지역 예선 탈락      | 지역 예선 탈락      | 지역 예선 탈락      | 4           | 1              | 1              | 2              | 2              | 6              |                |
| 1995                | 지역 예선 탈락      | 지역 예선 탈락      | 지역 예선 탈락      | 지역 예선 탈락      | 지역 예선 탈락      | 지역 예선 탈락      | 지역 예선 탈락      | 지역 예선 탈락      | 6           | 3              | 3              | 0              | 29             | 0              |                |
| 1997                | 준결승              | 3위                 | 4                   | 1                   | 1                   | 2                   | 3                   | 4                   | 6           | 1              | 2              | 3              | 8              | 15             |                |
| 2001                | 지역 예선 탈락      | 지역 예선 탈락      | 지역 예선 탈락      | 지역 예선 탈락      | 지역 예선 탈락      | 지역 예선 탈락      | 지역 예선 탈락      | 지역 예선 탈락      | 6           | 1              | 1              | 4              | 6              | 17             |                |
| 2005                | 지역 예선 탈락      | 지역 예선 탈락      | 지역 예선 탈락      | 지역 예선 탈락      | 지역 예선 탈락      | 지역 예선 탈락      | 지역 예선 탈락      | 지역 예선 탈락      | 8           | 2              | 1              | 5              | 10             | 10             |                |
| 2009                | 지역 예선 탈락      | 지역 예선 탈락      | 지역 예선 탈락      | 지역 예선 탈락      | 지역 예선 탈락      | 지역 예선 탈락      | 지역 예선 탈락      | 지역 예선 탈락      | 8           | 5              | 2              | 1              | 24             | 7              |                |
| 2013                | 8강                 | 7위                 | 4                   | 1                   | 1                   | 2                   | 5                   | 7                   | 10          | 6              | 2              | 2              | 43             | 14             |                |
| 2017                | 8강                 | 8위                 | 4                   | 1                   | 1                   | 2                   | 2                   | 3                   | 8           | 8              | 0              | 0              | 40             | 2              |                |
| 2022                | 8강                 | 6위                 | 4                   | 2                   | 0                   | 2                   | 6                   | 5                   | 8           | 7              | 1              | 0              | 48             | 1              |                |
| 2025                | 미정                | 미정                | 미정                | 미정                | 미정                | 미정                | 미정                | 미정                | 미정        | 미정           | 미정           | 미정           | 미정           | 미정           |                |
| Total               | Total               | 4/14                | 16                  | 5                   | 3                   | 8                   | 16                  | 19                  | 84          | 37             | 18             | 29             | 224            | 102            |                |

## 같이 보기

### 남자
- 스페인 축구 국가대표팀
- 스페인 U-23 축구 국가대표팀
- 스페인 U-21 축구 국가대표팀
- 스페인 U-20 축구 국가대표팀
- 스페인 U-19 축구 국가대표팀
- 스페인 U-18 축구 국가대표팀
- 스페인 U-17 축구 국가대표팀
- 스페인 U-16 축구 국가대표팀
- 스페인 U-15 축구 국가대표팀

### 여자
- 스페인 여자 축구 국가대표팀
- 스페인 여자 U-23 축구 국가대표팀
- 스페인 여자 U-20 축구 국가대표팀
- 스페인 여자 U-19 축구 국가대표팀
- 스페인 여자 U-17 축구 국가대표팀